# Garges Hockey Club
Le Garges Hockey Club est un club français de hockey sur glace basé à Garges-lès-Gonesse, évoluant au quatrième niveau national (division 3) pour la saison 2016-2017. L'équipe porte le nom du Grizzly.

## Historique

Ancien logo

### Palmarès
- Vice-Champion de France de Nationale C 1988-1989
- Quarts de finale de la Coupe de France de hockey sur glace 2006-2007

### Résultats saison par saison
| Saison    | Division    | Classement | Note                   |
| --------- | ----------- | ---------- | ---------------------- |
| 1982/1983 | Nationale C | 13e        | -                      |
| 1983/1984 | -           | -          | -                      |
| 1984/1985 | -           | -          | -                      |
| 1985/1986 | -           | -          | -                      |
| 1986/1987 | -           | -          | -                      |
| 1987/1988 | -           | -          | -                      |
| 1988/1989 | Nationale C | 2e         | Montée en Division 2   |
| 1989/1990 | Division 2  | 11e        | Maintien en Division 2 |
| 1990/1991 | Division 2  | 17e        | Maintien en Division 2 |
| 1991/1992 | Division 2  | 19e        | Maintien en Division 2 |
| 1992/1993 | Division 2  | 23e        | Maintien en Division 2 |
| 1993/1994 | Division 2  | 18e        | Maintien en Division 2 |
| 1994/1995 | Division 2  | 13e        | Maintien en Division 2 |
| 1995/1996 | Division 2  | 13e        | Maintien en Division 2 |
| 1996/1997 | Division 2  | 3e         | Maintien en Division 2 |
| 1997/1998 | Division 2  | 5e         | Maintien en Division 2 |
| 1998/1999 | Division 2  | 6e         | Maintien en Division 2 |
| 1999/2000 | Division 2  | 4e         | Maintien en Division 2 |
| 2000/2001 | Division 2  | 13e        | Maintien en Division 2 |
| 2001/2002 | Division 2  | 18e        | Maintien en Division 2 |
| 2002/2003 | Division 2  | 5e         | Montée en Division 1   |
| 2003/2004 | Division 1  | 11e        | Maintien en Division 1 |
| 2004/2005 | Division 1  | 9e         | Maintien en Division 1 |
| 2005/2006 | Division 1  | 9e         | Maintien en Division 1 |
| 2006/2007 | Division 1  | 12e        | Maintien en Division 1 |
| 2007/2008 | Division 1  | 11e        | Maintien en Division 1 |

## Effectif

### Effectif actuel
| No | Nom                | Nat. | Position       | Arrivée                            |
| -- | ------------------ | ---- | -------------- | ---------------------------------- |
|    | Maxime Broutin     |      | Gardien de but | Formé au club                      |
|    | Raphaël Benazet    |      | Défenseur      | 2019 - Pumas de Fontenay           |
|    | Alan Dana          |      | Défenseur      | 2019 - Bisons de Neuilly-sur-Marne |
|    | Théo Douville      |      | Défenseur      | 2018 - Jokers de Cergy-Pontoise II |
|    | Pierre-Louis Feidt |      | Défenseur      | 2019 - Boxers de Bordeaux II       |
|    | Harry Lordelot     |      | Défenseur      | Formé au club                      |
|    | Alexandre Marie    |      | Défenseur      | 2018 - Jokers de Cergy-Pontoise II |
|    | Jérémy Roclat      |      | Défenseur      | Formé au club                      |
|    | Anthony Sinquin    |      | Défenseur      | 2018 - Coqs de Courbevoie          |
|    | Junaid Zouaoui     |      | Défenseur      | 2019 - Pumas de Fontenay           |
|    | Jordan Dana – A    |      | Attaquant      | 2018 - Coqs de Courbevoie          |
|    | Steven Defosse     |      | Attaquant      | Formé au club                      |
|    | Ali Djabali        |      | Attaquant      | Formé au club                      |
|    | Ronan Haif         |      | Attaquant      | 2017 - Jokers de Cergy-Pontoise II |
|    | Rémy Le Goffic – C |      | Attaquant      | Formé au club                      |
|    | Maxime Moulin      |      | Attaquant      | 2018 - Jokers de Cergy-Pontoise II |
|    | Rémy Pointeau      |      | Attaquant      | 2019 - Élans de Champigny          |
|    | Alexandre Ribeiro  |      | Attaquant      | Formé au club                      |
|    | Jimy Ten Braak     |      | Attaquant      | 2019 - sans club                   |
|    | Antoine Thepot – A |      | Attaquant      | Formé au club                      |

### Meilleur pointeur par saison
- 1989-1990 :  Robert Lafleur 100 pts (53 buts, 47 assistances) en 20 matchs.
- 1990-1991 :  Yvon Marie 22 pts (12 buts, 10 assistances) en 19 matchs.
- 1991-1992 :  Gilles Provost 68 pts (36 buts, 32 assistances) en 18 matchs.
- 1992-1993 :  Patrick Séguin 25 pts (20 buts, 5 assistances) en 12 matchs.
- 1993-1994 :  Éric Lamoureux 72 pts(41 buts, 31 assistances) en 26 matchs.
- 1994-1995 :  Éric Lamoureux 78 pts (42 buts, 36 assistances) en 26 matchs.
- 1995-1996 :  Éric Lamoureux 46 pts (20 buts, 26 assistances) en 23 matchs.
- 1996-1997 :  Éric Lamoureux 84 pts (29 buts, 55 assistances) en 27 matchs.
- 1997-1998 :  Éric Lamoureux 54 pts (17 buts, 37 assistances) en 28 matchs.
- 1998-1999 :  Éric Lamoureux 59 pts (20 buts, 39 assistances) en 29 matchs.
- 1999-2000 :  Dominic David 37 pts (17 buts, 20 assistances) en 14 matchs.
- 2000-2001 :  Dominic David 57 pts (31buts,26assistances) en 22 matchs
- 2001-2002 : inconnu
- 2002-2003 : inconnu
- 2003-2004 :  Aleš Skokan 77 pts (46 buts, 31 assistances) en 31 matchs.
- 2004-2005 :  Aleš Skokan 61 pts (34 buts, 27 assistances) en 28 matchs.
- 2005-2006 :  Jaroslav Šikl 56 pts (15 buts, 41 assistances) en 28 matchs.
- 2006-2007 :  Jaroslav Šikl 39 pts (17 buts, 22 assistances) en 27 matchs.
- 2007-2008 :  Aleš Skokan 66 pts (32 buts, 34 assistances) en 25 matchs.